# Franc Pišek

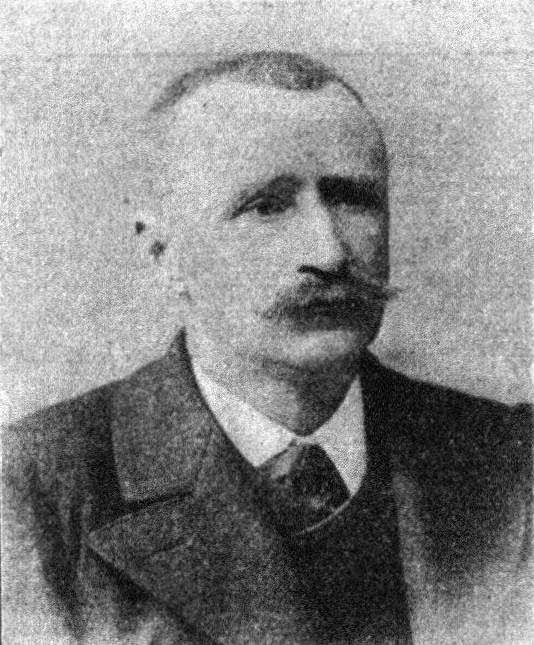
Franc Pišek, vor 1907

Franc Pišek, auch Franz Pišek (* 3. Dezember 1856 in Kranichsfeld (Račje), heute Gemeinde Rače-Fram, Untersteiermark; † 6. Januar 1922 in Nussdorf (Orehova Vas), heute Gemeinde Hoče-Slivnica, Slowenien) war Realitätenbesitzer und Abgeordneter zum Österreichischen Abgeordnetenhaus.

## Leben
Franc Pišek war Sohn des gleichnamigen Landwirts Franc Pišek († 1871). Nach dem Besuch einer Volksschule in Nussdorf wurde er Landwirt und Realitätenbesitzer in Ottendorf (Hotinja Vas), heute in der Gemeinde Hoče-Slivnica.
Von 1909 bis 1918 war er Mitglied im steiermärkischen Landtag (X. Wahlperiode). Von 1884 bis 1908 war er auch Bürgermeister von Nussdorf (Orehova Vas). Nach dem Ersten Weltkrieg wurde er Mitglied der provisorischen jugoslawischen Nationalversammlung und von 1920 bis 1921 in der verfassungsgebenden Versammlung.
Er war römisch-katholisch und ab 1879 verheiratet mit Rosa Lobnik, mit der er zwei Söhne und vier Töchter hatte. Ein Sohn und eine Tochter verstarben allerdings jung.

## Politische Funktionen
Franc Pišek war vom 17. Juni 1907 bis zum 12. November 1918 Abgeordneter des Abgeordnetenhauses im Reichsrat (XI. und XII. Legislaturperiode)
Er vertrat im Abgeordnetenhaus in beiden Legislaturperioden das Kronland Steiermark, Wahlbezirk Steiermark 25 (Marburg südlicher Teil (rechts der Drau), Windischfeistritz, Gonobitz).

## Klubmitgliedschaften
Franc Pišek war ab 1907 im Slowenischen Klub (Slovenski Klub), ab 1911 war er in der Kroatisch-slowenischen Vereinigung (Hrvatsko slovenska zajednica) im Kroatisch-slowenischen Klub (Hrvatsko slovenski Klub) und ab dem 29. Mai 1917 gehörte er dem Südslawischen Klub (Jugoslovanski klub) an. Er war ab 1907 auch Mitglied im Slowenischen Bauernbund für die Steiermark und ab 1909 in der allslowenischen Volkspartei (Vseslovenska ljudska stranka).